# Медаль за гуманітарну допомогу (США)
Меда́ль за гуманіта́рну допомо́гу (США) (англ. Humanitarian Service Medal)  — військова нагорода США. Медаль була заснована Указом Президента країни Джеральда Форда № 11965, від 19 січня 1977 року, для нагородження військовослужбовців Збройних сил країни (у тому числі військових зі складу Резерву та Національної Гвардії США), що відзначилися під час проведення операцій гуманітарного характеру або під час виконання спеціалізованих завдань у ході військових операцій.